# Napoléon III dans l'art et la culture
L'empereur Napoléon III a fait l'objet dès son vivant, puis après sa mort, de très nombreuses représentations artistiques et culturelles.

## Sculpture

### Buste
Plusieurs bustes de l'empereur ont été façonnés durant le Second Empire, notamment par Jean-Baptiste Carpeaux mais aussi par des auteurs inconnus. On compte également les œuvres d'Émilien de Nieuwerkerke, Buste du prince-président (vers 1851, bronze de Susse de 1852, musée national du château de Compiègne, même référence), de Mme Lefevre-Meunier, Le prince-président (marbre exposé au Salon de 1852) ; le musée de Compiègne conserve un des cinquante tirages en bronze, même référence.
Un buste à Bucarest en Roumanie Piața Napoleon III.
On comptera aussi celles d'Albert-Ernest Carrier-Belleuse, Napoléon III en Italie, buste en uniforme, bronze édition 1867 signé A.Carrier/Fecit/1859, musée d'archéologie nationale de Saint-Germain-en-Laye et Louis-Denis Caillouette, Napoléon III, buste en marbre, 1860.

### Statue
En 2007 est inaugurée une statue de Napoléon III érigée par Leonardo Benatov au Tribunal de commerce de Paris, dans le cadre de la célébration du bicentenaire du code de commerce de 1807.
Dans le Parco Sempione de Milan se trouve une statue équestre de Napoléon III.

## Iconographie

### Caricature
Napoléon III a fait l'objet durant sa vie de nombreuses caricatures avant comme après son accession au pouvoir en 1852 . Elle le dépeignent soit comme un président de la république, dont l'ombre de son oncle plane sur lui, soit comme un tyran de pacotille dont les ambitions sont plus grande que lui, que ce soit de la part d'adversaires politiques en exil ou d'étrangers que relayaient la presse écrite.  

### Peinture
D'abord représenté officiellement comme le premier président de la Deuxième République par Gustave Le Gray et Jacques-Émile Lafon, le prince président se fera ensuite peindre comme Empereur des Français par Franz Xaver Winterhalter puis par Hippolyte Flandrin dans son Portrait de Sa Majesté l'Empereur ainsi que par Alexandre Cabanel dans son Portrait de l'Empereur Napoléon III. Jean-Léon Gérôme mettra en exergue le faste entourant la personne de l'empereur avec son Réception des ambassadeurs siamois.
Certaines peintres le figurent à cheval, comme dans le tableau d'Alfred de Dreux, Napoléon III à cheval (coll. prince Murat en 1922), reproduit dans l’article de Léandre Vaillat dans l’exposition « Le décor de la vie sous le Second Empire » au pavillon de Marsan du musée du Louvre (L’Illustration no 4 135 du 10/06/1922 – arch. pers.[pas clair]). De même l'œuvre d'Emmanuel Frémiet, Portrait équestre de S.M. Napoléon III, statuette en étain argenté et bronze (coll. Ferrand à Compiègne constituant « le musée de l’Impératrice », devenu le musée national du château de Compiègne) ; commandée en 1855, refusée par l’Impératrice lors de sa présentation au palais des Tuileries le 1er juillet 1856, la version définitive de l'œuvre fut livrée le 20 avril 1860 ; deux des dix exemplaires commandés par le ministère d'État sont exposés au musée de Versailles ; un petit buste de l'Empereur sur piédouche fut également édité (Ph. Luez, catalogue de l'exposition « Le comte de Nieuwerkerke – Art et Pouvoir sous Napoléon III », château de Compiègne, 6/12/2000-8/01/2001, reprod. p. 83 et 84) ;
D'autres images le mettent en scène dans des épisodes moins glorieux à l'instar de la Défaite de Sedan qui le voit fait prisonnier par les Allemands, certaines étant attribuées au peintre Wilhelm Camphausen.

## Littérature

### Bande dessinée
Il est présent dans les tomes 2 et 3 de Courtisane (1996) de Raymond Maric et Pierre Frisano.
Il apparait dans la série Charlotte impératrice (2018) comme potentiel soutient pour les ambitions de Maximilien et Charlotte.

### Pamphlet
- Victor Hugo, Napoléon le Petit, 1852.

### Roman
- Émile Zola, Son Excellence Eugène Rougon, 1876[8].
- Jules Vallès, Le Bachelier, 1881.
- Anatole France, Le Lys rouge, 1894[9].
- Raymond Maric et Pierre Frisano, Courtisane, tomes II et III.
- Johan Heliot, La Lune seule le sait, 2000.
- Jean-Pierre Dufreigne, Napoléon III, « Un si charmant jeune homme… » et « Un empereur qui rêvait… », Plon, 2007.
- Jack Manini, Etienne Willem, La Fille de l'Exposition universelle, 2018.

## Filmographie
L'empereur Napoléon III n’a pas fait l'objet d'une véritable biographie filmée à l'instar de son oncle. Dans des œuvres où se mêlent faits divers, affaires graveleuses, histoires d'amours, scandales étouffés, guerres et conspirations tout droit sortis de roman-feuilleton, l'empereur est joué par :

### Cinéma
- 1910 : Émile Chautard : La Savelli ;
- 1922 : Robert Scholz : Lola Montez ;
- 1924 :
  - Paul Weigel : Mademoiselle Minuit ;
  - Édouard Daurelly : Violettes impériales de Henry Roussel ;
- 1926 : Nado Rosa : Garibaldi e i suoi tempi ;
- 1927 : Carl de Vogt : Bismarck, 1862-1898 de Kurt Blachy ;
- 1928 : Acteur inconnu : Les Hautes-Pyrénées de Henri Vorins ;
- 1932 :
  - Émile Drain : Violettes impériales de Henry Roussel ;
  - Pierre Stephen : Moi et l’Impératrice ;
- 1934 :
  - Enzo Biliotti : Villafranca de Giovacchino Forzano ;
  - Lucien Rozenberg : Fanatisme de Gaston Ravel et Tony Lekain ;
- 1935 : Walter Kingsford : La Vie de Louis Pasteur ;
- 1936 : Frank Vosper : Spy of Napoleon de Maurice Elvey ;
- 1937 :
  - Guy Bates Post : Maytime de Robert Z. Leonard ;
  - Sacha Guitry : Les Perles de la couronne ;
  - Guy Bates Post : L'impératrice folle de Miguel Contreras Torres ;
- 1938 :
  - Max Maxudian : Trois Valses ;
  - Georges Flateau : Katia ;
  - Leon Ames : Suez ;
  - Sacha Guitry : Remontons les Champs-Élysées ;
- 1939 : Claude Rains : Juarez ;
- 1940 :
  - Walter Franck : Bismarck de Wolfgang Liebeneiner ;
  - Walter Kingsford : Une dépêche Reuter de William Dieterle ;
- 1942 :
  - Jean Debucourt : Lettres d'amour ;
  - Enzo Biliotti : La contessa Castiglione de Flavio Calzavara ;
- 1943 : Jerome Cowan : Le Chant de Bernadette de Franz Werfel ;
- 1947 : 
  - Luigi Erminio D'Olivo : I due orfanelli de Mario Mattoli ;
  - Aleksandr Khokhlov : Amiral Nakhimov ;
- 1948 :
  - Kenneth Kent : Idol of Paris de Leslie Arliss ;
  - Jean Debucourt :  D'homme à hommes ;
- 1950 : Lucien Nat : La Valse de Paris ;
- 1951 :
  - Pierre Bertin : Monsieur Fabre ;
  - David Bond dans L'Épée de Monte Cristo de Maurice Geraghty ;
- 1952 : Louis Arbessier : Violettes impériales ;
- 1954 : Paul Meurisse : La Castiglione ;
- 1955 : Jean Debucourt : Nana ;
- 1959 : Mario Feliciani : Ottocento d’Anton Giulio Majano ;
- 1967 : Sergio Graziani : Vita di Cavour de Piero Schivazappa ;
- 1970 : Siegfried Wischnewski : Maximilian von Mexiko de Günter Gräwert ;
- 1974 :
  - Marcel Cuvelier : Eugène Sue de Jacques Nahum ;
  - Marcel Cuvelier : Un certain Badinguet de Jean-Paul Sassy ;
- 1976 : Vincenzo De Toma : La Castiglione de Dante Guardamagna ;
- 1977 : Jean-Pierre Darras : Les Folies d'Offenbach ;
- 1978 : Philippe Collin : Guerres civiles en France de François Barat, Joël Farges et Vincent Nordon ;
- 1981 : Philippe Veys : Émile Waldteufel ;
- 1982 : Oliver Tobias : Arenenberg – Der Prinzenhandel d’Ettore Cella ;
- 1983 : Armand Mestral : L’Homme de Suez ;
- 1988 : Michel Duchaussoy : Bernadette ;
- 1990 : Dominique Pinon : 1871 ;
- 2000 : Dominique Pinon : La Commune (Paris, 1871) ;
- 2006 : Frédéric van den Driessche : La Comtesse de Castiglione de Josée Dayan ;
- 2012 : Christophe Malavoy : Ludwig II. de Marie Noëlle et Peter Sehr ;
- 2013 : Alonso Chirino dans Cinco De Mayo: The Battle de Rafa Lara ;
- 2015 : Acteur non crédité : Avril et le monde truqué de Christian Desmares .

### Télévision

#### Téléfilm
- 1967 : Marcel Cuvelier : L'Affaire Lourdes de Marcel Bluwal ;
- 2006 : Tom Novembre : Henry Dunant, du rouge sur la croix de Dominique Othenin-Girard ;
- 2011 : Éric Godon : Pasteur d'Alain Brunard ;

#### Série
- 1975 :
  - Julian Sherrier : Edward the King ;
  - Jean-François Poron : Les Mohicans de Paris de Bernard Borderie ;
- 2009 : Erwin Steinhauer : Sissi : Naissance d'une impératrice de Xaver Schwarzenberger ;
- 2018 : Stefan Konarske : Victor Hugo, ennemi d'État de Iris Bucher ;
- 2021 : 
  - Dan Castellaneta (VF : Philippe Peythieu) : Les Simpsons Saison 32 épisode 3 : Non, musée, ne fais pas ça.
  - Boris Aljinovic (de) dans Sissi de Sven Bohse.

#### Documentaire
- 1979 : Michel Duchaussoy : Les Grandes Conjurations : le coup d'État du 2 décembre de Jean Delannoy ;
- 1996 : Napoléon III - Des conspirations à l'Empire d'Olivier Horn ;
- 2014 : Dan Badarau : Maximilian von Habsburg, ein Kaiser für Mexiko ;

- 2016 : Second Empire, le pouvoir en scène réalisé par Laurence Jourdan[11];
- 2019 : Acteur non crédité : Fontainebleau : une mégastructure royale de Olivier Philippe ;
- 2020 :
  - Pascal Fonta : Secrets d'histoire : Le Prince impérial ou la fureur de vivre de Benjamin Lehrer ;
  - Acteur non crédité : Un opéra pour un empire de Patrick Cabouat ;
- 2021 :
  - Pascal Fonta : Secrets d'histoire : Victor-Emmanuel II, le premier roi d'Italie ;
  - Hubertus Hartmann dans 1871 : Grand Jeu impérial à Versailles de Christian Twente.

## Philatélie
- De nombreux timbres-poste à l'effigie de l'Empereur ont été édités. Pour plus de détails sur ce point, voir l'article « Napoléon III (timbre) ».

## Numismatique
- Toutes les pièces de monnaie émises en bronze, argent et or de 1852 à 1870 portent l'effigie du prince-président puis de l'Empereur.
- Jules Peyre, portrait en profil de l'Empereur Napoléon III, biscuit de porcelaine de Sèvres, médaillon moulé par Louis-Henri Brochard (coll. Ferrand puis musée national du château de Compiègne même référence).
- Maison Christofle, plaque avec les portraits de l'Empereur et de l'Impératrice, cuivre argenté, galvanoplastie (coll. Ferrand, puis musée national du château de Compiègne – même référence).

## Toponymes
- À la chute du Second Empire, la Troisième République a fait effacer la plupart des références à l'Empereur :
  - À Paris, dans le 16e arrondissement, l'avenue de l'Empereur est devenue l'avenue Henri-Martin,
  - À Paris, dans le 9e arrondissement, la rue du Dix-Décembre (1848, jour de son élection à la présidence de République) est devenue la rue du Quatre-Septembre (1870, proclamation de la République).
- Depuis quelques années une réhabilitation se met en place, on trouve ainsi :
  - Une place Napoléon III située à Paris, dans le 10e arrondissement, devant la gare du Nord (depuis 1987), et une autre, à Brest,
  - Un boulevard Napoléon III à Nice,
  - Un quai Napoléon III à Annecy,
  - Des voies Napoléon III à Saint-Jean-de-Luz, à Compiègne, à Pierrefonds, à Quimper, etc.,
  - Des avenues Napoléon III à Ajaccio et à Lamotte-Beuvron,
  - Un parc Napoléon III à Vichy,
  - Une galerie Napoléon III à Vichy.
- Enfin, une place Napoléon III (ancienne place de la Gare) a été inaugurée en 2016 aux Sables-d'Olonne, en commémoration du 150e anniversaire de l'arrivée du chemin de fer dans cette station balnéaire.
- À l'étranger, d'autres lieux et monuments honorent la mémoire de l'Empereur :
  - La via Napoleone III à Rome, en Italie,
  - La calle Napoleon III à Tapachula, au Mexique,
  - Une place à Bucarest, en Roumanie,

## Musique

### Comptines
- La comptine L'Empereur, sa femme et le petit prince fait référence à Napoléon III, à l'Impératrice Eugénie et au prince impérial[12].

### Cantate
- À Louis Napoléon, en l'honneur à Napoléon III après son coup d'État, cantate publié dans le quotidien l'Avenir de la Guadeloupe[13].
- Hector Berlioz compose L'Impériale, cantate pour double chœur et orchestre (op.26, H129), interprétée pour la 1re fois avec 1200 chanteurs lors de la cérémonie de clôture de l'Exposition universelle de Paris en 1855. Cette œuvre fait l'éloge de l'Empereur Napoléon III et lui est dédiée.